# Injeolmi
Cette page contient des caractères spéciaux ou non latins. S’ils s’affichent mal (▯, ?, etc.), consultez la page d’aide Unicode.
L'injeolmi (coréen : 인절미) est un tteok, ou gâteau de riz coréen, fabriqué en cuisant à la vapeur et en pilant de la farine de riz gluant, puis en la façonnant en petits morceaux et avant en général de la recouvrir de haricots secs en poudre cuits à la vapeur ou d'autres ingrédients.
C'est un type particulier de tteok gluant pilé, qui existe en plusieurs variétés selon le type de gomul (고물, un produit pour enrober les gâteaux de riz) utilisé. Ce gomul peut être préparé avec de la poudre de soja séchée, de haricot azuki, des graines de sésame ou des tranches de jujube séché. Les ingrédients secondaires sont mélangés au riz cuit à la vapeur tout en le pilant sur l'anban (안반, une planche à piler en bois). Le patinjeolmi (coréen : 팥인절미) et le kkaeinjeolmi (coréen : 깨인절미) en sont deux exemples, enrobés respectivement de poudre de haricot azuki et de sésame. De l'armoise est ajoutée dans le ssuk injeolmi (coréen : 쑥인절미) et du Synurus deltoides (Ait.) Nakai est ajouté dans le surichwi injeolmi (coréen : 수리취인절미). 
L'injeolmi n'est pas seulement un en-cas populaire, mais il est également considéré comme un tteok de grande qualité, utilisé pour les janchi (coréen : 잔치 ; fête, festin ou banquet) en Corée. Il est facile à digérer et nutritif,. L'injeolmi peut être conservé au réfrigérateur et sorti au moment voulu. Si ce tteok est légèrement réchauffé au micro-ondes, il peut avoir un goût presque aussi bon qu'un fraîchement préparé. Les employés de bureau mangent parfois de l'injeolmi à la place du riz ou du pain, car ils n'ont pas d'appétit le matin et l'injeolmi est facile à digérer lorsqu'ils sont pressés par le temps.
Il est préférable d'utiliser du gomul à base de soja en été, car il se conserve mieux. Le gomul à base de haricot rouge (coréen : 팥고물) est, lui, très utilisé au printemps, en automne et en hiver.
La technique de fabrication de l'injeolmi influence considérablement les caractéristiques du produit, notamment la nature du riz gluant utilisé (Japonica ou Japonica/Indica) et le mode de cuisson (cuisson à la vapeur sous forme de grains ou de poudre). Les caractéristiques de l'injeolmi ont été étudiées à l'aide d'une évaluation sensorielle et d'une machine d'essai Instron Universal.
Divers plats à base d'injeolmi sont commercialisés. Ainsi, au début des années 2020, un chef du restaurant chinois de l'Hotel Shilla (en) présente un « Guobaorou de filet mignon à l'injeolmi ». Le café a aussi proposé des boissons et des desserts à base d'injeolmi, comme le patbingsu (un dessert glacé aux haricots adzuki) à l'injeolmi et le croffle croffle à l'injeolmi,.

## Galerie

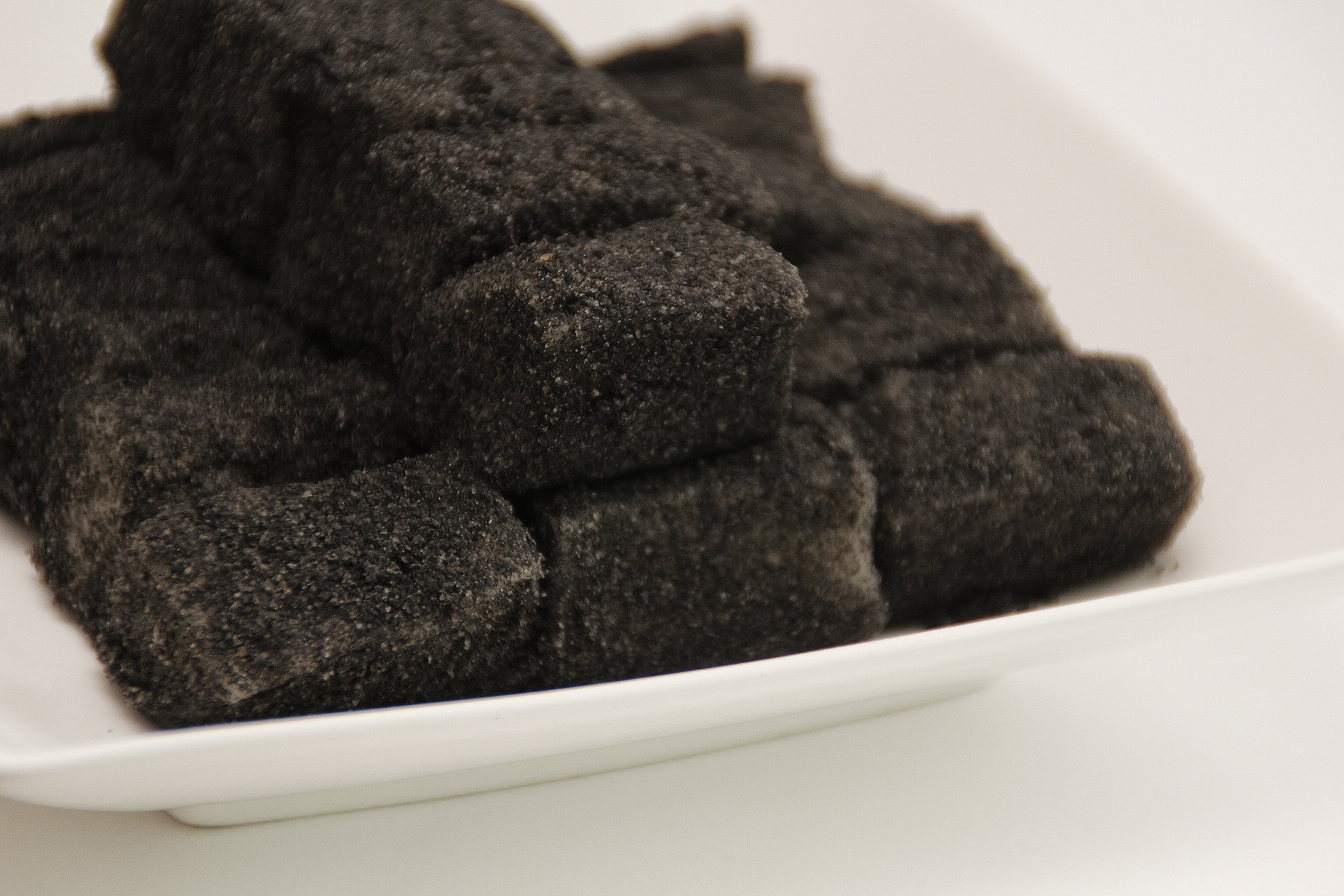
Injeolmi au sésame noir
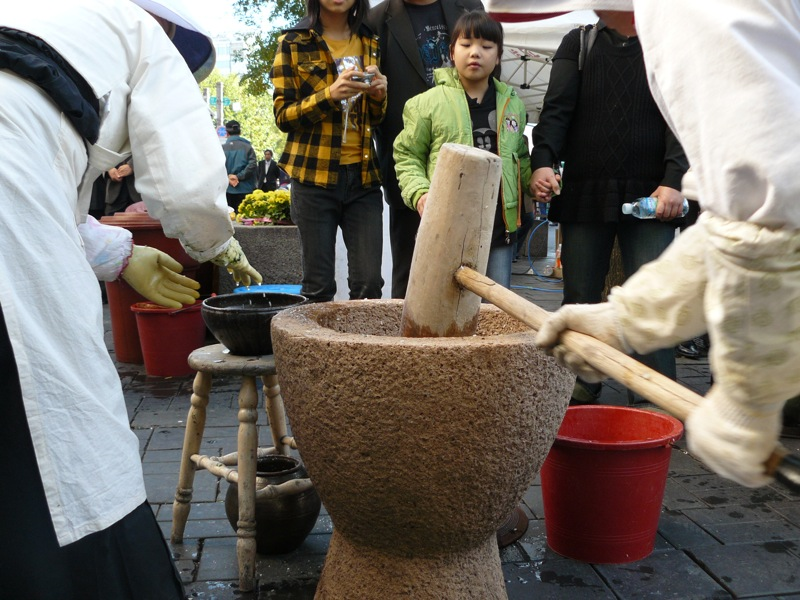
Battage traditionnel de tteok
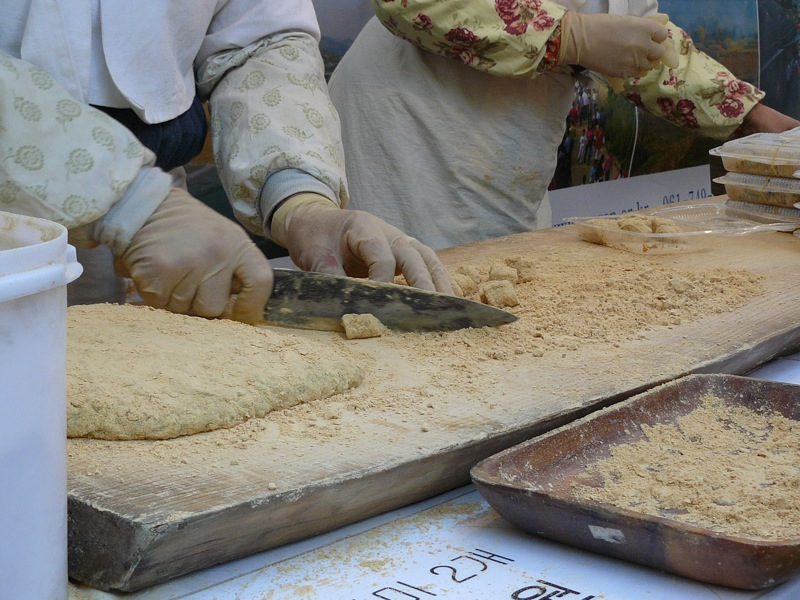
Un morceau d'injeolmi coupé en boulettes
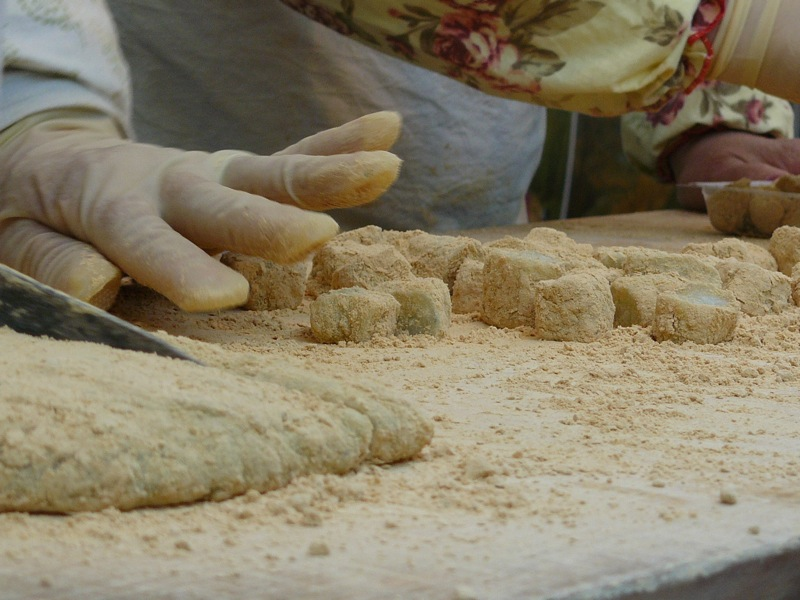